# Valderrobres (kommunhuvudort)
Valderrobres är en kommunhuvudort i Spanien.   Den ligger i provinsen Provincia de Teruel och regionen Aragonien, i den östra delen av landet, 300 km öster om huvudstaden Madrid. Valderrobres ligger 498 meter över havet och antalet invånare är 2 077.
Terrängen runt Valderrobres är kuperad åt sydväst, men åt nordost är den platt. Runt Valderrobres är det glesbefolkat, med 10 invånare per kvadratkilometer. Valderrobres är det största samhället i trakten. 